# Ignác Loubal
Ignác Loubal (2. polovina 18. století Vlastějovice – 1. pol. 19. století) byl pražský měšťan, zakladatel železných hamrů v Jesenném, okres Semily, v části pojmenované Engenthal ( Úzkodolí) a český podnikatel v oboru hutnictví a zpracování železa z přelomu 18. a 19. století, který jako první zahájil výrobu železa plávkovým způsobem. 

## Život a působení
Narodil se v druhé polovině 18. století v obci Vlastějovice u Zruče nad Sázavou, německy Hammerstadt. Jeho rodiště bylo známé jednou z nejstarších železářských podnikatelských aktivit v Čechách. V roce 1796 požádal Loubal hospodářský úřad ve Slaném o povolení kutání na slánském panství. V roce 1798 přichází do Jesenného a zakládá zde železné hamry v části Engenthal. Výrobky z železárny v Jesenném byly vystavovány na pražské průmyslové výstavě, šlo zejména o pilníky. Uvádí se, že produkty z jeho železárny byly porovnatelné s výrobky štýrských železáren.[zdroj?] V roce 1807 kupuje od hraběte Františka z Fünfkirchenu novobystřické panství se zámkem. Rozhodl se zde založit železné hamry i přes odpor místních obyvatel, kteří měli strach o nedostatek dřeva. V roce 1810, kdy již dva hamry stály, nechal vylámat ze staré části novobystřického zámku železo. Pro neurovnané rodinné poměry a špatný odbyt železa prodal už jako majitel novobystřického panství v říjnu 1809 Engenthalské železárny Františku Xaveru Deymovi, svobodnému pánovi ze Střítěže. V srpnu 1810 prodal novobystřické panství Terezii hraběnce z Trautmansdorfu, rozené Nadasdové. V roce 1811 získal důlní práva v Obřím dole a založil podnik Riesenhainské arsenikové a měděné doly (Riesenhainer Arsenik- und Kupferbergwerke). Na místě zvaném "Arsenikplatz" zvětšil huť na arzenik. V letech 1821–1825 měl pronajaty Vlastějovické železárny a v roce 1828 prodal Riesenhainské arsenikové a měděné doly Friedrichu Winklerovi.